# Bente gaar til sygeplejen
Bente gaar til sygeplejen er en dokumentarfilm fra 1945 instrueret af Peter Lind efter eget manuskript.

## Handling
Bente taler hele vejen igennem. Bente siger farvel til far og mor ude på landet, bussen kommer, hun ankommer til højskolen, sammen med alle de andre piger, der også vil lære sygepleje - fine hatte!! Piger bader i koldt styrtebad, billeder fra undervisningen i sygepleje, pusle spædbørn, anatomi. Og så holder vi vores indtog på det store hospital - det store øjeblik, da de for første gang får uniformen på. Billeder af unge sygeplejeelever, de går og går først hurtigt derpå langsomt, og så skydes skoene af. Benene bliver trætte af jobbet. En stuegang er noget meget højtideligt, sygeplejerskerne vandrer som kyllinger i hælene på overlægen. Bente læser til eksamen. Operationsstuen, det er en verden for sig. Man lærer instrumenterne at kende. Instrumenterne, der er lægens våben i kampen om liv og død. osv osv meget andægtigt tonefald. Børneafdelingen er den sidste station før min eksamen, siger Bente - billeder af søde unger.. Sygeplejen har sin egen klub, Så en dag er de 3 år gået, og de får indprentet de pligter, der følger med deres kald. Og muligheder: sundhedsplejerske, privatsygeplejerske eller skolesundhedsplejerske, valget er frit. Det første mål er nået - værsgoo Bente, du er sygeplejerske, (og så får hun nålen sat i forklædesmækken)